# Kletecký vodopád
Kletecký vodopád je vodopád na bezejmenném pravostranném přítoku Vltavy, ústícím do vodní nádrže Štěchovice. Nachází se na hranici mezi obcemi Hradištko a Krňany přímo pod Smetanovou vyhlídkou. I když je vodní tok, na kterém vodopád vznikl, stálý, má velmi malý průtok (jen kolem 2 l/s).

Vodopád je proto pouze sezónní a po většinu roku má pouze čůrkově-skapový charakter. Atraktivní podoby nabývá pouze za vysokých vodních stavů (zejména při jarním tání) nebo během déletrvajících mrazů, kdy zamrzá do podoby ledopádu.

## Charakteristika
Jde o převisový vodopád padající přes stěnu zarostlého skalnatého amfiteátru, vysoký přibližně 10 m ; horní méně strmá část není zdola viditelná a s ohledem na hustý trnitý porost není rozumně přístupná ani shora. Pod převislým stupněm navazuje úsek toku se skalním podložím charakteru peřejové kaskády (o výšce 13 m), u kterého ale s ohledem na nízký průtok o podobě vodopádu mluvit nelze. Potok zde navíc teče ve skalním korytě v nepřirozeně visuté poloze. Protože v těchto místech (naproti osadě Ztracenka) v minulosti býval kamenolom stavební firmy Lanna 
, nelze i s ohledem na další indicie vyloučit, že celý skalní amfiteátr s vodopádem je umělého původu. Název vodopádu je odvozen od blízkého kopce Kletecko (371 m n. m.).

## Přístup
Přístup k vodopádu je poměrně obtížný. Lze následujícími způsoby:
1. přeplaváním nebo na lodi po Štěchovické přehradě [1] k ústí potoka, na kterém je vodopád a kde lze i přistát, a následně strmou zarostlou stezkou vzhůru po levém břehu potoka,
2. shora roklí po proudu potoka, s tím, že skalní stěna, na které je i vodopád, se obchází strmým terénem ze západní strany. To je také jediné místo, kde lze sejít do skalnatého amfiteátru, v němž se vodopád nachází. Po sestupu až k hladině přehrady se pokračuje jako u varianty 1,
3. po pěšině po pravém břehu Vltavy od Štěchovic, která ale končí přibližně 100 m od vodopádu. Následně je třeba volným terénem překonat nebezpečné suťovisko bývalého kamenolomu a na jeho východním okraji pokračovat jako u varianty 2. [4]

## Fotogalerie

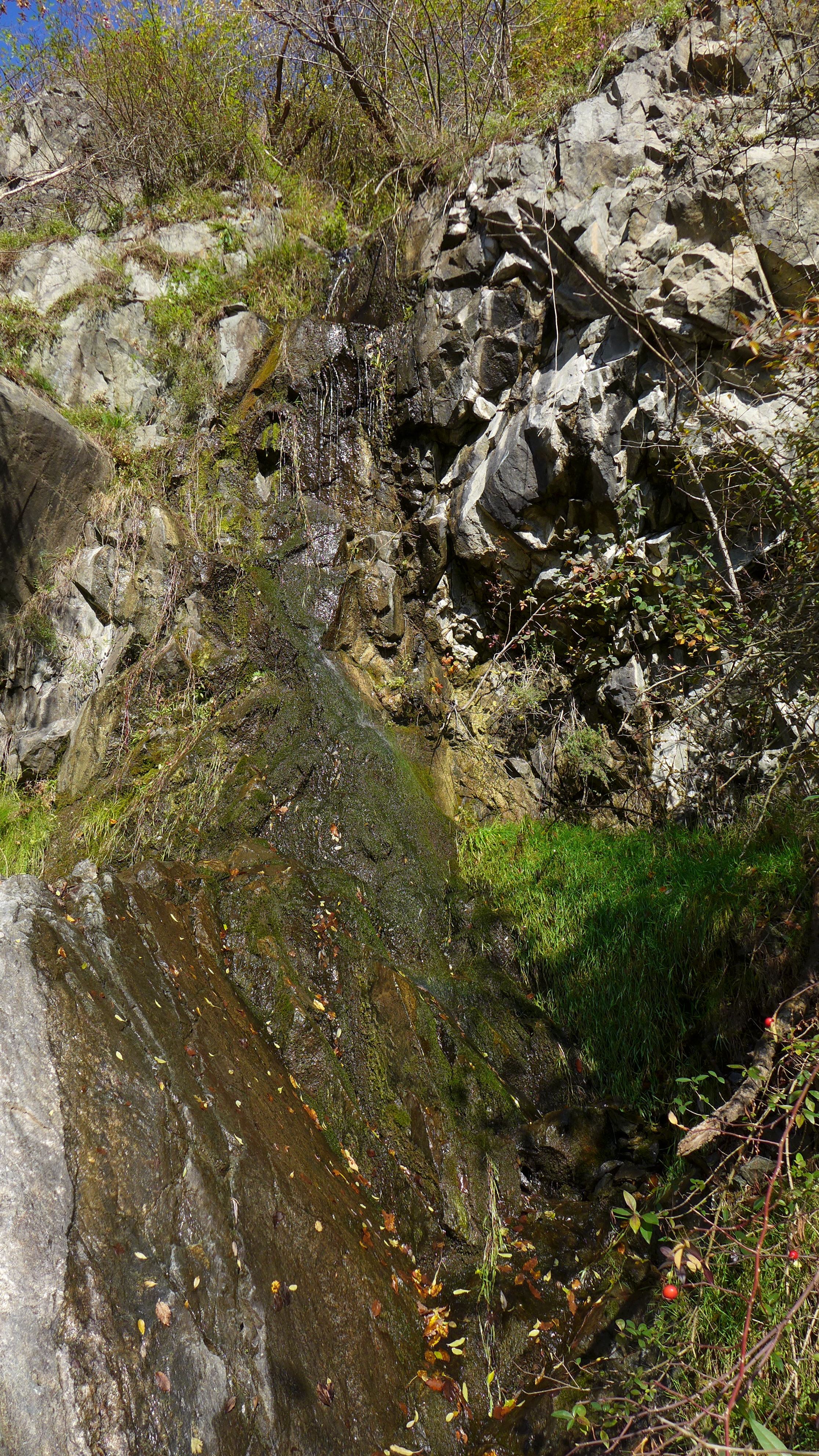
Kletecký vodopád za běžného vodního stavu
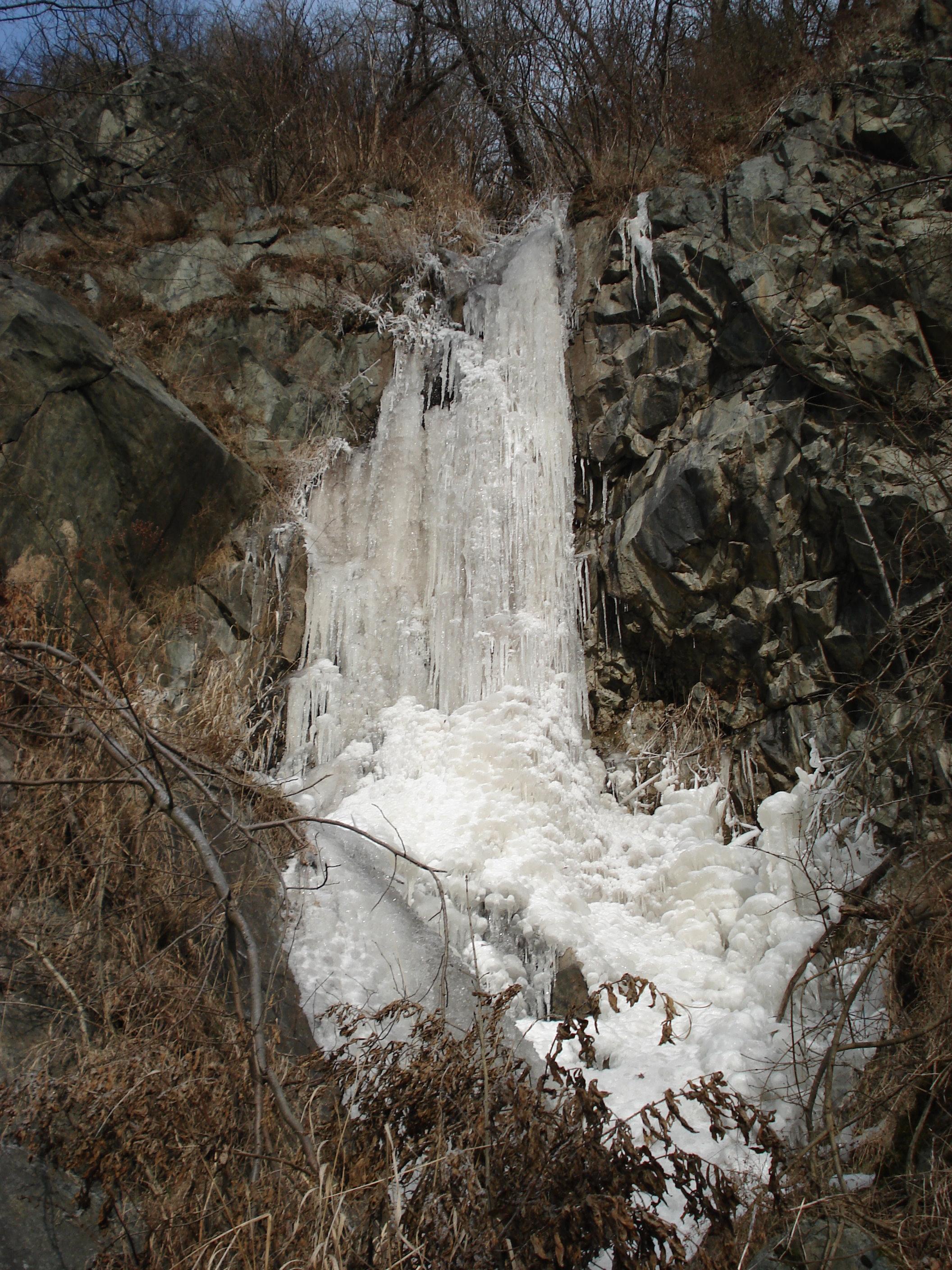
Zamrzlý Kletecký vodopád